# Honey, We Shrunk Ourselves
Honey, We Shrunk Ourselves (Cariño, nos hemos encogido a nosotros mismos en España; y Querida, nos hemos encogido en Hispanoamérica) es una comedia estadounidense familiar de ciencia ficción de 1997, y es la tercera de la saga de Honey, I Shrunk the Kids. La película marca el debut como director de Dean Cundey y fue publicada por Walt Disney Studios Home Entertainment como película directamente para vídeo. La trama de la historia es que el inventor Wayne Szalinski accidentalmente se encoge junto a su mujer, hermano, y cuñada con su rayo electromagnético encogedor.
Rick Moranis regresa para interpretar el personaje de Wayne Szalinski. Es el único miembro del reparto que trabajó en las películas anteriores. Su mujer, Diane, está interpretada por Eve Gordon, y su hijo más joven, Adam, ahora un preadolescente, está interpretado por Bug Hall. Amy y Nick han ido a la universidad y están viviendo sus vidas de adultos (como discuten Diane y Adam en la película). El filme incluye a la familia extendida de Wayne, incluyendo su hermano, Gordon, y cuñada, Patti. A diferencia de la primera película, donde los niños tuvieron que atraer la atención de sus padres, es al contrario.
Esta es la primera película de Walt Disney Pictures de acción en vivo directamente para vídeo, y es el papel de Moranis más reciente de acción en vivo, aunque continuó haciendo actuación de voz por varios años. La franquicia continuó con una serie televisiva, la cual salió al aire en sindicación retransmitida.

## Argumento
Adam quiere ir al campamento de béisbol. Sin embargo, su interés por los deportes parece casi ajeno a Wayne, aunque Diane es más comprensiva. Wayne ha comenzado su propio laboratorio, Szalinski Labs, con su hermano, Gordon. Un día, reciben boletos para presenciar el aterrizaje de un transbordador, pero Diane le recuerda por teléfono que debe cuidar a Adam y sus primos, Jenny y Mitch, mientras ella y la esposa de Gordon, Patti, se van de vacaciones. Ella también le recuerda que se deshaga de una escultura de Tiki Man que tienen en la casa y que ella ve como una monstruosidad, aunque él lo considera un amuleto de buena suerte.
Después de que Diane y Patti se van, Wayne y Gordon planean actividades que aburren a los niños. Wayne los envía a la tienda, pero le revela a Gordon que es una artimaña deshacerse de ellos el tiempo suficiente para poder usar su máquina de encoger para encoger al Tiki Man sin el conocimiento de Diane y evitar accidentes con los niños. Sin embargo, después de no apagarlo por descuido inmediatamente después de tener éxito, Wayne y Gordon se encogen cuando una bola de billar que queda cae sobre el botón de activación, justo cuando están frente a él buscando al Tiki Man. Mientras tanto, Patti se da cuenta de que se olvidó de dejarle la medicina a Mitch por su deficiencia de potasio y regresan. Con la esperanza de atrapar a Wayne y Gordon por sorpresa, se acercan sigilosamente al ático solo para encogerse cuando otra bola de billar cae sobre el botón de activación. Poco después, los niños regresan a casa y, después de escuchar el mensaje anterior de Wayne sobre el lanzamiento, asumen que pasarán la noche solos. Jenny hace planes para que vengan sus amigos. Arriba, la gente usa una caña de pescar para bajar a la habitación de Adam. Para intentar llegar al piso, usan su pista de carreras Hot Wheels, pero superan su objetivo y caen por el conducto de la ropa para terminar en una carga limpia que Adam y Mitch entregan arriba. Se caen del cesto de la ropa cuando se vuelca y descubren a Adam y Mitch leyendo una revista Sports Illustrated Kids, lo que le revela a Wayne que el interés de Adam no está en la ciencia como esperaba. Los cuatro de repente se encuentran con una cucaracha, pero logran derrotarla atrayéndola a una trampa para insectos.
Al ver a Mitch luchando, Patti se da cuenta de que necesitan darle su medicina pronto, o podría desmayarse. Sin embargo, ignora sus debilidades y baja las escaleras. Algunas personas presencian la llegada de los amigos de Jenny y deciden usar una máquina de burbujas para bajar las escaleras. Diane y Patti aterrizan a salvo, pero Wayne y Gordon caen en un tazón de salsa de cebolla y las chicas casi los devoran.
En la cocina, cuando Patti y Diane deciden encontrar una forma de subir el mostrador para encontrar la medicina de Mitch y ponerla a la vista, se encuentran con un papá de piernas largas con la pierna atrapada en una telaraña, y Diane le habla en voz baja. mientras Patti intenta cortar la red con una lima de uñas. Diane se da cuenta de sus propias inseguridades acerca de ser pequeña cuando se relaciona con eso, que antes había tratado de matar, y se da cuenta de lo difícil que es tener ese tamaño. Después de liberarlo, Patti y Diane se dan cuenta de que pueden aferrarse a su seda mientras sube al mostrador. Mientras tanto, Wayne y Gordon deciden volver a cablear el estéreo para que funcione como micrófono. Un grupo de chicos comienza a colarse en la fiesta, incluido el enamorado de Jenny, Ricky King. Él la lleva a la cocina, donde le roba un beso, pero ella lo desprecia por no pedirle permiso primero, ganándose así el respeto de Patti. Enojado, regresa con sus amigos y comienzan a causar estragos en la sala de estar. Mitch, severamente debilitado, entra a la cocina y descubre a Patti y Diane en el mostrador antes de desmayarse, en parte por no haber tomado su medicamento y en parte por la conmoción de ver a su madre y tía en miniatura. Adam y Jenny lo descubren y, pensando rápidamente, Adam consigue plátanos ricos en potasio para dárselos y comienza a recuperarse, diciendo débilmente que había visto a su madre. En la sala de estar, Adam se enfrenta a Ricky antes de que Wayne reconecte el estéreo para que Gordon pueda hablar y amplificar su voz. Con esto, finge ser la voz de Dios y ordena a Ricky y sus amigos que se vayan, lo que lleva a Adam, Mitch y Jenny a darse cuenta de lo que les ha pasado.
En el ático, los niños discuten los beneficios de dejar a sus padres encogidos brevemente antes de decidir que los aman más que eso, así que los desencogen para darles la oportunidad de reevaluar sus métodos de crianza. Patti confía en Jenny por cómo se enfrentó a Ricky y cuidó de Mitch, mientras que Wayne le dice a Adam que puede tener interés en los deportes y acepta inscribirlo en el campamento de béisbol. Diane le dice a Wayne que puede quedarse con el Tiki Man y que no se preocupará más por las cosas "pequeñas", mientras que él decide ceder su presidencia de Szalinski Labs a Gordon y volver a inventar. Al final, la vida vuelve a la normalidad. Adam regresa a casa del campamento de béisbol, y Wayne ha desarrollado un nuevo respeto por el béisbol, y el Tiki Man se ha mudado.

## Reparto
- Rick Moranis como Wayne Szalinski.
- Eve Gordon como Diane Szalinski, la mujer de Wayne.
- Robin Bartlett como Patricia "Patti" Szalinski, la mujer de Gordon.
- Allison Mack como Jenny Szalinski, hija de Gordon y Patty (1.er niño).
- Jake Richardson como Mitchell "Mitch" Szalinski, hijo de Gordon y Patty (2.º niño).
- Stuart Pankin como Gordon Szalinski, el hermano de Wayne.
- Bug Hall como Adam Szalinski, el hijo de Wayne y Diane (3.er niño).
- Jojo Adams como Ricky King.
- Mila Kunis como Jill, amiga de Jenny.
- Erica Luttrell como Jody, amiga de Jenny.
- Lisa Wilhoit como Holly, amiga de Jenny.
- Ashleigh Sterling como Corky, amiga de Jenny.
- Theodore Fronteras como Trey, amigo de Ricky.
- Bryson Aust como Vince, amigo de Ricky.
- Laura Dunn como Trina, la secretaria personal de Wayne en Laboratorios Szalinski.[1][2]

## Recepción
La película fue directa al mercado de vídeo doméstico el 18 de marzo de 1997. Coincidió con los lanzamientos de The Long Kiss Goodnight y The First Wives Club.